# Запасной (книга)
«Запасно́й» (англ. Spare) — мемуары принца Гарри, герцога Сассекского, опубликованные издательством Penguin Random House 10 января 2023 года. Книга вышла в печатном и электронном форматах, а также в формате 15-часовой аудиокниги, записанной лично принцем Гарри. Мемуары были переведены на 15 языков.
Книга стала одной из самых ожидаемых новинок, её публикация сопровождалась интервью на телеканалах. Название отсылает к пословице «один наследник и один запасной» (англ. heir and spare), которую используют в знатных семьях для обозначения двоих детей; будучи младшим ребёнком в семье, Гарри всегда был «запасным», что ему не нравилось. В книге принц Гарри подробно рассказывает о своём детстве, сильном влиянии на него смерти его матери, Дианы, принцессы Уэльской, проблемных подростковых годах и службе в Афганистане. Он описывает взаимоотношения со старшим братом Уильямом, отцом Карлом III (в том числе в связи с женитьбой отца на Камилле), а также свой брак с Меган Маркл и выход из состава королевской семьи.
«Запасной» получил смешанные отзывы критиков, которые хвалили открытость Гарри, но критиковали множество личных подробностей. Согласно Книге рекордов Гиннесса, «Запасной» стал самой продаваемой научно-популярной книгой в мире в день своей публикации.

## Создание
В июле 2021 года стало известно, что принц Гарри планирует опубликовать в издательстве Penguin Random House мемуары и заработать на них не меньше 20 млн долларов, а остальные вырученные деньги отдать на благотворительность. Соавтором принца («литературным негром») стал американский писатель и журналист Джон Мёрингер. В августе 2021 года Гарри подтвердил, что 1.5 миллиона долларов пойдут в его благотворительный фонд «Сентбейл», а 300 тысяч фунтов — организации «WellChild».
В The Times незадолго до выхода книги появились данные о том, что принц Гарри хотел отменить публикацию после поездки к королеве Елизавете II на празднование 70-летия её правления в июне 2022 года. В интервью с Бриони Гордон принц рассказал, что изначально в мемуарах было 800 страниц, но впоследствии было решено убрать оттуда половину содержимого: там были слишком личные подробности взаимоотношений Гарри, Уильяма и Карла III, за что брат и отец «никогда бы его не простили». Гарри заявил, что его цель — не разрушить монархию в Великобритании, а наоборот, сохранить её для будущих «запасных», младших детей Уильяма; Уильям же недвусмысленно сказал ему, что Гарри не несёт ответственности за его детей.

## Содержание
Мемуары охватывают жизнь принца Гарри с раннего детства до современного времени. Название отсылает к английской пословице «один наследник, один запасной» (англ. heir and spare), и принц рассказывает, почему с детства считал себя «запасным» для принца Уильяма.

### Детство и смерть принцессы Дианы

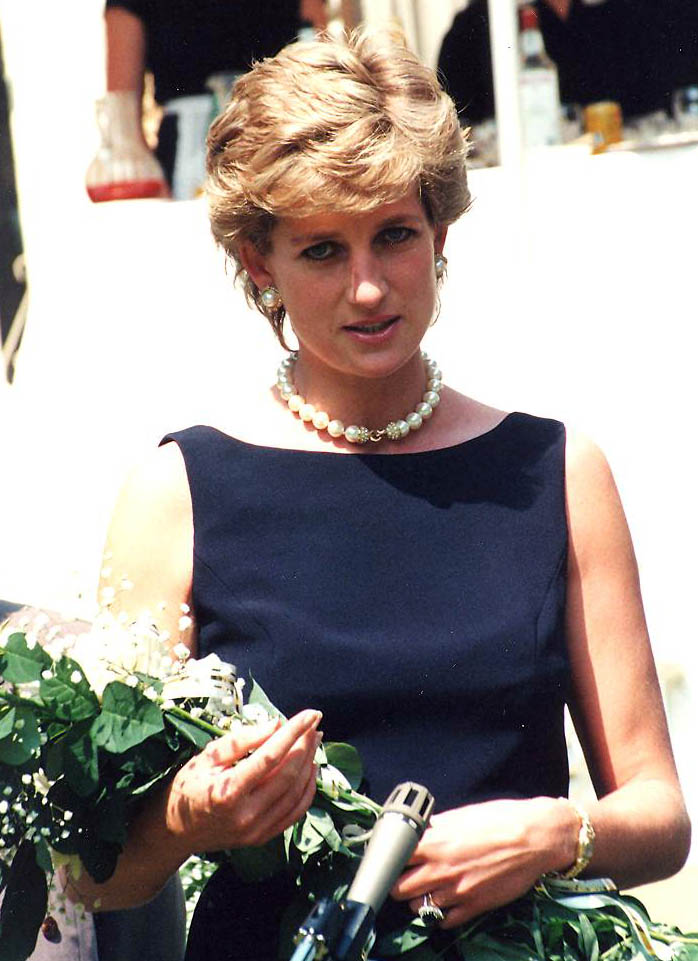
Гибель Дианы, матери Гарри, оказала очень сильное влияние на его психику

В одной из первых глав книги принц Гарри рассказывает, что в день его рождения Карл III (на тот момент Чарльз, принц Уэльский) сказал его матери, принцессе Диане: «Прекрасно! Ты подарила мне наследника и запасного — моя работа здесь закончена»; Гарри также пишет, что он был рождён только для того, чтобы в будущем, при несчастном случае, выступить в качестве донора крови и донора органов для Уильяма. Принц Гарри также впервые комментирует многочисленные слухи о том, что он родился в результате романтической связи матери с английским офицером Джеймсом Хьюитом. Он сравнивает ситуацию «наследника и запасного» в семье с той, что была между Елизаветой II и её младшей сестрой, принцессой Маргарет; принц Гарри не чувствовал к принцессе Маргарет ничего, кроме жалости и нервозности, и говорил, что «она могла убить комнатное растение одним лишь взглядом». Гарри также упоминает, что в школе Ладгроув ему нравилась «горячая» учительница мисс Робертс, но была и другая учительница, Пэт, с кривыми коленями и негнущимся позвоночником, которая «не возбуждала» его, потому что «была маленькой, робкой и измотанной».
Гарри узнал о гибели своей матери ранним утром 1 сентября от отца, и идея идти вслед за гробом Дианы во время похорон привела в ужас многих взрослых, особенно их дядю, Чарльза, 9-го графа Спенсера. В течение 10 лет после гибели Дианы и Гарри, и Уильям думали, что она просто скрывается от СМИ. После случившегося Гарри начал ненавидеть папарацци и обвинять всех людей, следивших за Дианой, в её смерти. Во время путешествия в Париж в рамках Чемпионат мира по регби 2007 Гарри проехал в туннеле, где погибла Диана, с той же скоростью, потому что также хотел пройти через это, но данное решение не принесло ему ничего, кроме ещё большей боли и скорби по погибшей матери.

### Подростковые годы, употребление наркотиков и служба в Афганистане
В мемуарах принц Гарри признаётся, что начал употреблять кокаин в 17 лет, что «не было весело, но заставляло чувствовать себя по-другому». Он также употреблял псилоцибиновые грибы на вечеринке в доме Кортни Кокс и запил их текилой, после чего у него начались галлюцинации в уборной и он разговаривал с унитазом и мусорным ведром. Принц Гарри описывает и потерю девственности в поле за общественным пабом с «женщиной, которая любила лошадей» и обращалась с ним как с «молодым жеребцом». Кроме того, он детализирует многочисленные эпизоды с драки в местных барах, откуда его выгоняли.
Принц Гарри утверждает, что его старший брат Уильям и его будущая невеста, Кейт Миддлтон, уговорили его надеть нацистскую форму со свастикой для костюмированной вечеринки в 2005 году, которая обернулась для юного принца скандалом. Гарри также пишет о том, что в первую встречу Кейт ему понравилась. Об убийстве 25 талибов во время операции «Херрик» в Афганистане он написал следующее: «Я не рассматривал их как людей, я видел их шахматными фигурами, которые были убраны с доски. Это не та цифра, которая принесла мне удовлетворение, но она и не заставляет меня стыдиться».

### Взаимоотношения с Чарльзом и Камиллой, свадьба Уильяма и Кэролайн Флэк

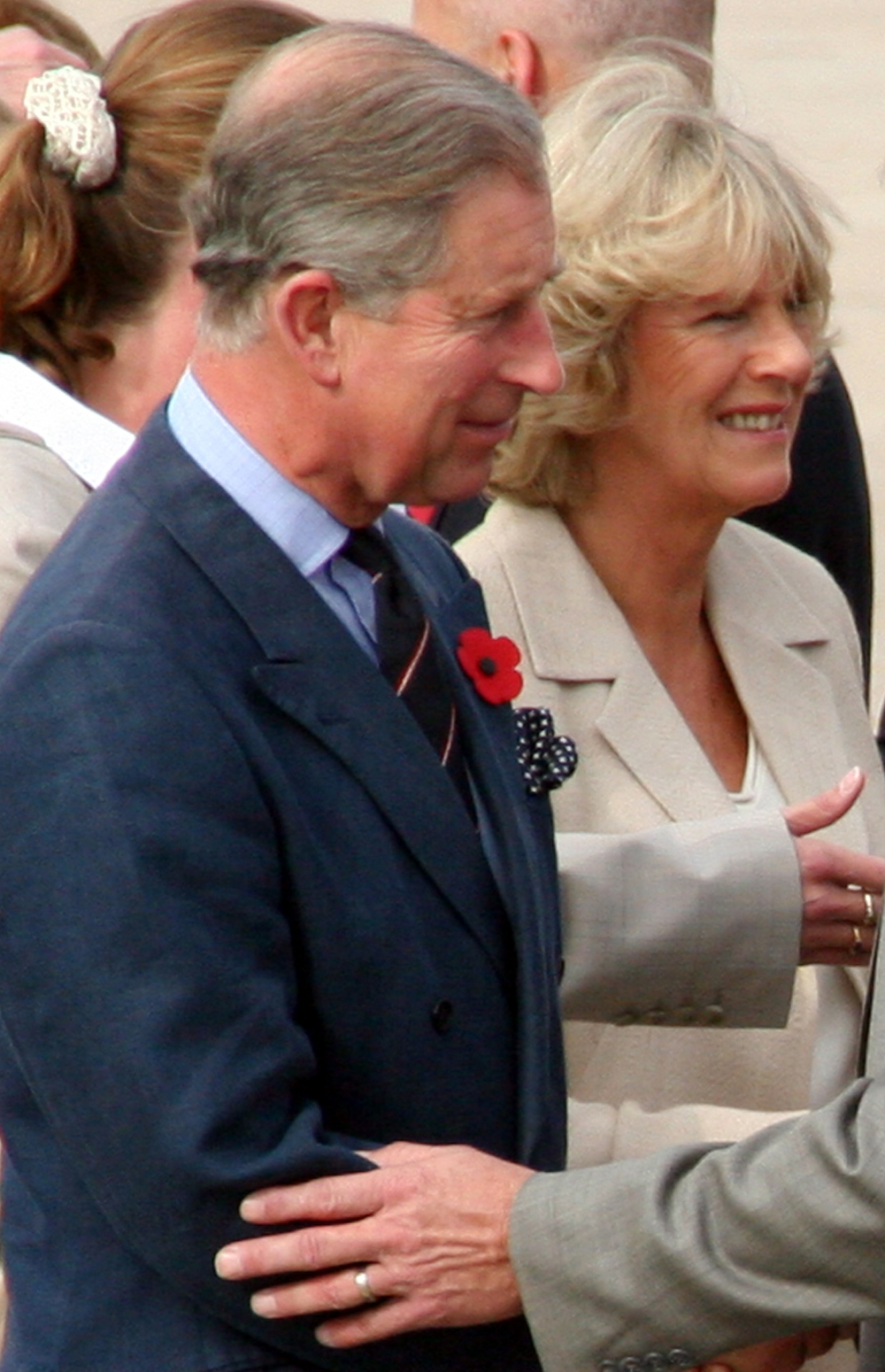
Принц Гарри и принц Уильям не хотели, чтобы отец женился на Камилле Паркер Боулз, своей давней возлюбленной

Принц Гарри упоминает, что он и Уильям приняли возлюбленную своего отца, Камиллу Паркер Боулз, на условии того, что Чарльз никогда на ней не женится. Принц пишет и о том, что Камилла «пожертвовала» им на свой «личный пиар-алтарь» ради собственного общественного имиджа, и передала прессе все мельчайшие подробности её разговора с Уильямом. Уильям же, по его словам, «чувствовал огромную вину» за то, что публично не высказывался о романе Чарльза с Камиллой, несмотря на давние подозрения об отношениях отца с другой женщиной. Гарри утверждает, что Камилла «сыграла определённую роль» в смерти его матери, потому что также играла «ключевую роль» в разводе его родителей. По словам принца, он видел, что отец счастлив в браке с Камиллой, и ему хотелось, чтобы они всегда были счастливы, думая, что «Камилла менее опасна, будучи счастливой». После отъезда Гарри из Кларенс-хауса Камилла переделала его спальню в свой гардероб. Помимо этого, Гарри комментирует и привязанность отца к плюшевому мишке, который символизирует его «одинокое детство» и тяжёлые годы обучения в Гордонстауне, где Чарльза недолюбливали одноклассники.
В книге Гарри также затрагивает свадьбу своего брата с Кейт Миддлтон, где он выступал в роли шафера, что, по его мнению, было «великой ложью», потому что тост на свадьбе произносили Джеймс Мэйд и Томас ван Штраубензи, которые могли сказать нелицеприятные вещи. Незадолго до свадьбы Уильяма он ездил на Северный полюс, и на свадьбе ему посоветовали намазать свой обмороженный половой член кремом косметического бренда «Elizabeth Arden», запах которого напоминал ему о матери. Спустя несколько месяцев после расставания с Челси Дэви Гарри был представлен Кэролайн Флэк, с которой их связывали отношения ранее, но роман быстро закончился из-за чрезмерного вмешательства прессы. Гарри также заявил, что никогда не встречался с Кэмерон Диас, несмотря на многочисленные слухи.

### Отношения с Меган Маркл

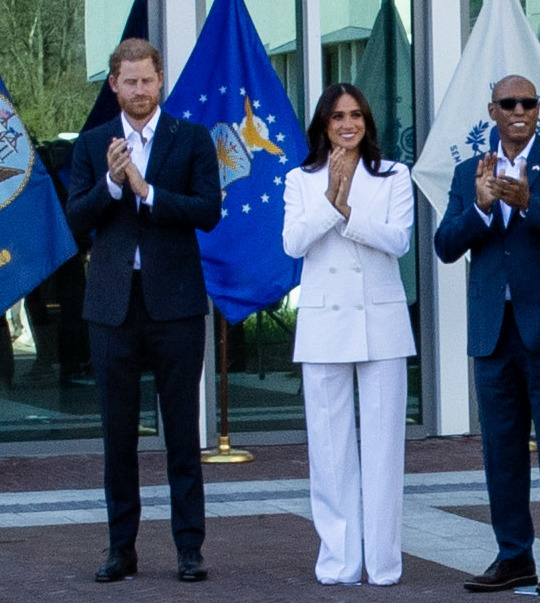
Отношения Гарри с Меган Маркл постоянно широко обсуждались в СМИ

В книге Гарри пишет о том, что в день первого свидания с Меган Маркл он участвовал в гонках в море, нигде не было туалета, и ему пришлось справлять нужду прямо в штаны; также он, по собственной ошибке, искал постельные сцены с участием Маркл в сериале «Форс-мажоры», что привело к его чрезмерно бурной реакции и ссоре, после чего Маркл посоветовала ему пройти терапию, потому что «не хотела мириться с подобным поведением». Он утверждает, что Уильям отговаривал его от помолвки с Меган, потому что их отношения развивались слишком быстро, но Гарри верил, что погибшая мать помогла ему встретить свою судьбу. Елизавета II попросила Меган выбрать тиару для свадьбы из её личной коллекции; модельер Анджела Келли, много лет работающая с королевской семьёй, однако, не позволила Меган покидать дворец в тиаре без полицейского сопровождения, и, в конце концов, отдала её, предварительно предложив им заполнить бланк заявления, но по её взгляду было понятно, что она делает «чёткое предупреждение».
Упоминается и конфликт Меган с Кейт Миддлтон за четыре дня до свадьбы принца Гарри. Кейт посчитала, что платье её дочери, принцессы Шарлотты, должно быть полностью переделано (оно оказалось слишком большим и мешковатым), о чём сообщила в СМС-сообщении; Меган потребовался день, чтобы ответить, потому что она ухаживала за отцом, который по состоянию здоровья не смог присутствовать на свадьбе. Кейт согласилась отвезти Шарлотту к портному Меган, чтобы перешить платье, и в тот вечер Гарри обнаружил Меган рыдающей на полу; на следующий день Кейт приехала к ним с цветами и открыткой в качестве извинения. Гарри вспоминает обсуждение сроков репетиции к свадьбе, когда Меган сказала Кейт, недавно родившей третьего ребёнка, что у неё «мамнезия» (англ. baby brain), и она не может из-за этого вспомнить время репетиции предстоящего торжества. Кейт была этим оскорблена, и конфликт разрешился лишь месяц спустя на чаепитии в Кенсингтонском дворце. История данного конфликта не должна была просочиться в СМИ, однако её донесли домочадцы Чарльза и Камиллы, чем Гарри остался недоволен.
Гарри рассказывает о двух признаках, которые намекали на скорое пополнение в его семье. Первым было то, что Меган пела с несколькими тюленями, и они подпевали ей в ответ; вторым стали тесты жены на беременность, которые она оставляла на прикроватной тумбочке, где также стояла голубая коробка с волосами принцессы Дианы. Новость о беременности герцогини Гарри сообщил в день свадьбы принцессы Евгении и Джека Бруксбэнка. Во время родов принц использовал веселящий газ, чтобы усилить своё спокойствие. В 2020 году у Меган случился выкидыш, и они забрали нерождённого ребёнка из больницы в маленьком пакете, который захоронили в «секретном месте» под баньяновым деревом.

### Выход из королевской семьи
Мемуары детально раскрывают конфликт между Гарри и Уильямом в Ноттингемском колледже в 2019 году. Уильям хотел поговорить с братом об их натянутых взаимоотношениях и жаловался на грубость и сложности с Меган; всё закончилось словесной перепалкой и ссорой с применением физической силы, когда Уильям схватил Гарри за воротник и повалил на пол, где находилась собачья миска, треснувшая под весом последнего и осколки которой впились в его спину. Уильям хотел, чтобы Гарри ударил его в ответ, но он не стал этого делать. Когда Гарри уходил, Уильям «выглядел виноватым и извинился», об этом инциденте герцог Сассекский сообщил своему психотерапевту, и Меган «была крайне опечальна», узнав об их конфликте.
Гарри утверждает, что его отец интересовался, не хочет ли Меган продолжить актёрскую карьеру, потому что у них «не было лишних денег». Чарльз поддерживал пару вплоть до их отъезда из Великобритании, однако герцог Сассекский предполагает, что основные опасения отца связаны с популярностью Меган, которая «сможет затмить его самого». Кроме того, Чарльзу и Камилле не нравилась «излишняя публичность» Уильяма и Кейт. Гарри не ожидал остаться вне безопасности, обеспечиваемой государством, после выхода из королевской семьи, в то время как его дядя, Эндрю, герцог Йоркский, обвиняемый в сексуальных домогательствах, всё ещё имел охрану. Он утверждает, что Сандрингемский саммит был подстроен секретарями королевского двора, «тремя белыми мужчинами средних лет», которых он называет «Пчела» (сэр Эдвард Янг, барон Янг Олд-Винзора), «Оса» (Клайв Альдертон) и «Муха» (Саймон Кейс).
В апреле 2021 года, на похоронах своего дедушки Филиппа, герцога Эдинбургского, у Гарри вновь была очень напряжённая встреча с отцом и братом; Чарльз попросил сыновей: «Пожалуйста, мальчики. Не превращайте мои последние годы в страдания». Герцог Сассекский описывает Уильяма как «мой дорогой брат, мой заклятый враг», и на похоронах Филиппа впервые замечает, насколько серьёзной стала его алопеция, и что сходство с матерью постепенно угасало. Во время прогулки Уильям поинтересовался, почему Гарри не пришёл к ним, когда у него возникли проблемы, и почему изначально не обсудил выход из королевской семьи с бабушкой. Ответ Уильяма вызвал у Гарри отвращение, но Уильям бросился к нему и сказал: «Я клянусь тебе прямо сейчас, жизнью нашей матери, что я хочу, чтобы ты был счастлив»; по словам Гарри, Уильям использовал «три секретных слова», связанных с их матерью, которые они обещали друг другу использовать в моменты сложных ситуаций, когда одному из них «нужно быть услышанным», но герцог не поверил в искренность слов брата.
Принцу Гарри было отказано быть похороненным рядом с матерью в Элторпе, фамильном поместье Спенсеров, поэтому в случае смерти Гарри похоронят во Фрогморе.

## Общественный резонанс
После выхода книги в январе 2023 года популярность принца Гарри в Великобритании резко упала: 2/3 опрошенных британцев после прочитанного воспринимали герцога крайне негативно. Среди людей старше 65 лет он и его супруга оказались наименее известными членами королевской семьи. Только каждый пятый опрошенный британец полагал, что у Гарри действительно были благие намерения, а 41% придерживался мнения, что принц просто хотел заработать. Некоторые британцы посчитали, что книга написана со злым умыслом и заставляет симпатизировать королевской семье, а не автору.